# Kathleen Lynn
Kathleen Florence Lynn (Killala, 28 januari 1874 - Dublin, 4 september 1955) was een Ierse Sinn Féin-politica, Teachta Dála, suffragette, activist en arts.
Lynn besloot op haar zestiende om dokter te worden, doordat zij geraakt was door de ziekte onder de armen in het westen van Ierland. Na haar afstuderen aan de Royal University of Ireland in 1899 ging ze naar de Verenigde Staten. Toen zij in Ierland was teruggekeerd, mocht zij daar uiteindelijk als een van de eerste vrouwelijke artsen aan de slag gaan. Ondertussen was zij een actief suffragette, hielp in de soepkeuken van het stadhuis om de nood van de armen enigszins te ledigen en werd lid van James Connolly’s Irish Citizen Army. Tijdens de Paasopstand bemande zij als arts en hoofd van de medische staf de EHBO-post in St. Stephen’s Green. Na haar gevangenschap werd zij een aantal maanden te werk gesteld. Zij bleef actief in de nationalistische beweging en was vicepresident van Sinn Féin. In 1919 stichtte ze samen met haar partner Madeleine ffrench-Mullen het Saint Ultan's Children's Hospital. Zij werd verkozen tot Teachta Dála, parlementslid in het Dáil Éireann (het lagerhuis van het Iers parlement), tijdens de verkiezingen van 1923. Maar in 1927 zei ze de politiek vaarwel en richtte zich tot haar 80e volledig op haar medische werk in St. Ultan’s.

## Jeugd
Kathleen Lynn werd op 28 januari 1874 geboren in het gezin van Church of Ireland predikant Robert Young Lynn en zijn vrouw Catherine Wynne, een afstammeling van de familie Wynne of Hazelwood House, High Sheriffs of Sligo. Zij was hun tweede van vier kinderen. Kathleens oudere zus heette Anne Elizabeth (1873), haar jongere zus Emily Muriel (1876) en de jongste van het stel was haar broer John. (Zij waren in de verte verwant aan Countess Constance Markievicz, via het huwelijk van een van hun tantes.)

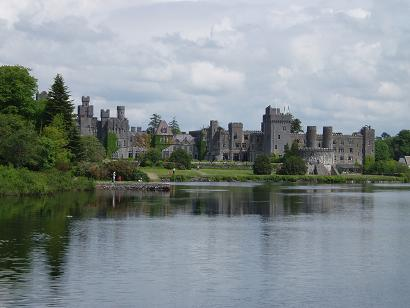
Ashford Castle (foto: CubbyBear82)

Toen Kathleen werd geboren, woonde het gezin in de townland Mullafarry, in de buurt van Killala in County Mayo, gelegen in het noordwesten van Ierland. In 1882 verhuisde het gezin naar Shrule in County Longford,waar haar vader predikant werd in de kerkelijke gemeente van Ballymahon. Later in haar jeugd verhuisden Kathleen en haar familie in 1886 naar Cong, een dorp op de grens van de graafschappen Mayo en Galway, waar de gemeente van haar vader werd gefinancierd door Lady Ardilaun van Ashford Castle.

## Opleiding
Kathleen werd naar het Alexandra College in Dublin gestuurd, waarvan Lady Ardilaun de beschermheilige was. Ze bleef daar tot haar zestiende.
Kathleen groeide op in de periode na Ierse hongersnood (1845 - 1852). En de dodelijke ziekten en armoede waaronder de mensen in haar omgeving in de nasleep daarvan leden, stemden haar vaak verdrietig. Daardoor wilde zij graag arts worden. Toen zij in 1891 de kostschool van het Alexandra College verliet, ging zij daarom eerst opleidingen volgen in Engeland en Duitsland, voordat ze zich inschreef aan de Royal University of Ireland, een voorloper van de UCD School of Medicine van de Nationale Universiteit van Ierland, Dublin.
En vanaf oktober 1897 volgde Lynn lessen aan de medische faculteit van de Catholic University of Ireland in Dublin en aan het Royal College of Surgeons of Ireland. In 1898 won ze de Barker anatomical-prijs, uitgereikt door laatstgenoemd college. In 1899 was Lynn een van de eerste vrouwen die afgestudeerden aan de medische faculteit van de Royal University of Ireland. Zij liep vervolgens stage bij het HollesStreet Hospital (1897-1899), het Rotunda Hospital (1899), het Royal Victoria Eye and Ear Hospital (1899) en het Richmond Lunatic Asylum. In 1898 werd Lynn als eerste vrouwelijke arts aangenomen bij het Adelaide Hospital in Dublin, maar door het verzet van het personeel tegen haar benoeming werd die niet geëffectueerd. Ze voltooide aan het begin van de 20e eeuw een postdoc in de Verenigde Staten, waarna ze als dienstdoend invalarts in verschillende ziekenhuizen in de binnenstad van Dublin ging werken vanuit haar eigen algemene praktijk, gevestigd in haar huis aan Belgrave Road. Lynn werd in 1909 fellow van het Royal College of Physicians of Ireland en in datzelfde jaar promoveerde zij uiteindelijk tot clinical assistant/chef de clinique in het Royal Victoria Eye and Ear Hospital waar ze tot 1916 werkte. Daarmee was zij een van de eerste vrouwelijke ziekenhuisartsen in Ierland.

## Politieke activiteit
Naast haar medische carrière hield Kathleen Lynn zich vanuit haar sociaal engagement ook bezig met de Ierse politiek van het begin van de 20e eeuw. Zij was lid van het uitvoerend comité van de Irish Suffragette and Local Government Association (IWSLGA) uit 1903 en bleef tot 1916 lid van haar bestuur. Ook was ze lid van de radicale British Women's Social and Political Union (WSPU) uit 1908. En er werd gezegd dat ze op vriendschappelijke voet stond met de suffragette Sylvia Pankhurst. Ze nam deel aan een massabijeenkomst in 1912, waarin geëist werd dat vrouwenkiesrecht zou worden opgenomen in de Third Home Rule Bill van dat jaar.
Lynn ondersteunde de arbeiders tijdens de lock-out van 1913 en werkte samen met Constance Markievicz en anderen in de soepkeukens in Liberty Hall, het stadhuis van Dublin. Zij raakte daarbij bevriend met Markievicz en James Connolly. In 1913 behandelde ze – op verzoek van Markievicz – Helena Molony. Na haar ziekte verbleef Molony, die actief was in een aantal politieke bewegingen, nog enige tijd bij Lynn in haar huis in Rathmines.
Onder invloed van Molony en Markievicz werd Lynn actief in de nationalistische, suffragettes- en arbeidersbewegingen. "We voerden lange gesprekken en zij ‘bekeerde’ me tot de nationale beweging", schreef Lynn in haar dagboek. Niet lang daarna kwam Madeleine ffrench-Mullen bij haar wonen. Lynn werd lid van het Irish Citizen Army (ICA) – waarvan ook ffrench-Mullen deel uit maakte – en was hoofd van de medische staf tijdens de Paasopstand van 1916. Zij had zich in 1916 daarbij aangesloten op verzoek van rebellenleider James Connolly. Die stelde haar aan als kapitein. In die rol gaf zij medische training aan leden van de ICA en ook aan de Cumann na mBan.
Bij haar arrestatie beschreef zij zichzelf in die hoedanigheid als "een arts van het Rode Kruis en een lid van de oorlogvoerende partijen" tegelijkertijd. Voor haar aandeel in de Paasopstand werd Lynn met haar kameraden Markievicz, Molony en ffrench-Mullen gevangen gezet in Kilmainham Gaol. Later werd zij naar Engeland overgebracht en te werk gesteld bij een arts in de buurt van Bath.
Kathleen Lynn beweerde, vele jaren na de opstand van 1916, dat met name het vrouwenkiesrecht haar tot het republikanisme had overgehaald en zei: "Ik zag dat mensen een verkeerde indruk hadden van vrouwenkiesrecht en dat bracht mij ertoe mij in de Ierse kwestie te verdiepen." In 1916 kreeg zij uit handen van James Connolly namens het ICA een gouden broche in de vorm van een fibula-bot (kuitbeenbot), als blijk van dank voor haar hulp bij de medische voorbereiding op de Opstand.
Lynn bleef na haar vrijlating actief in de nationalistische beweging; zij werd in 1917 verkozen tot vicepresident van Sinn Féin.

## Rathmines

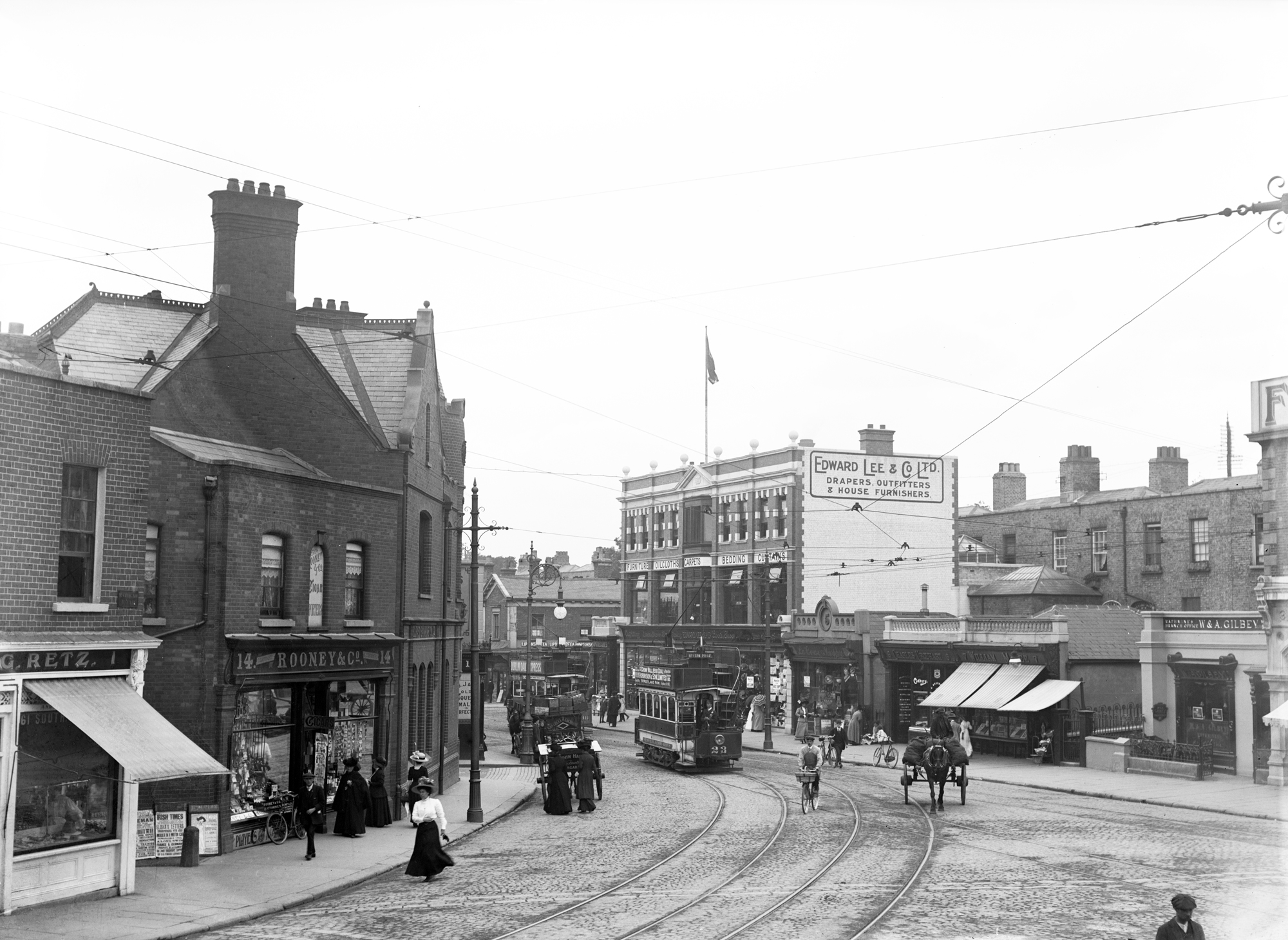
Rathmines rond 1911

Lynn woonde van 1903 tot haar dood in 1955 in Rathmines, een binnenste buitenwijk ongeveer 3 kilometer ten zuiden van het huidige centrum van Dublin. Vanaf 1915 woonde zij er samen met haar levenspartner Madeleine ffrench-Mullen. Samen richtten zij in 1919 in Dublin het Saint Ultan's Children's Hospital op. Uit Lynns dagboeken en brieven blijkt hoe liefdevol hun 30 jaar durende relatie was. Madeleine overleed in 1944. (Kathleen Lynns dagboeken over de periode 1916-1955 en haar administratie van Saint Ultan's Hospital worden bewaard door het archief van het Royal College of Physicians of Ireland.)
Een kwestie die haar lang heeft dwars gezeten, komt ook in die dagboeken naar voren. Lynns familie keurde haar rol in de Paasopstand af. Sterker nog, in die tijd walgde haar familie zo van haar activiteiten dat ze haar niet toestonden om met kerst naar Cong terug te keren. In plaats daarvan moest ze kerst 1917 vieren bij haar tante Florence in Dublin. Het volgende jaar ging ze daar ook heen, hoewel ze kerst dolgraag bij haar familie in Mayo had doorgebracht. Deze breuk in het gezin werd uiteindelijk nog voor de dood van haar vader in 1923 bijgelegd.

## Teachta Dála voor Sinn Féin

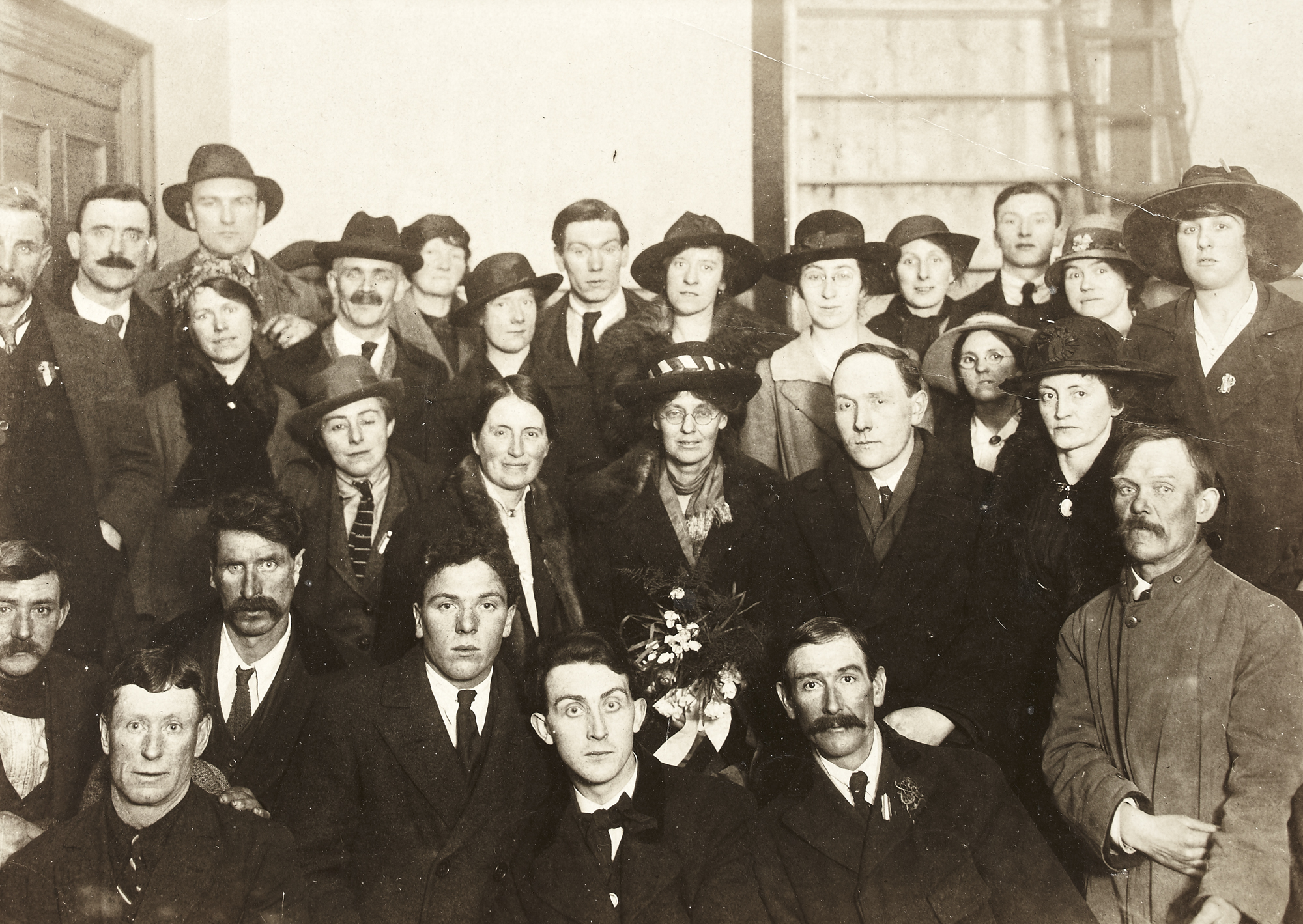
Liberty Hall (1919) in de nacht dat Countess Markievicz werd vrijgelaten; Kathleen Lynn staat voor de kijker links naast Markievicz die bloemen vasthoudt

In 1923 werd Lynn verkozen in het Dáil Éireann (het Ierse lagerhuis) als Sinn Féin Teachta Dála (TD) voor het kiesdistrict Dublin County tijdens de algemene verkiezingen van dat jaar. Conform met abstentionistische beleid van Sinn Féin van destijds, nam zij geen zitting in het Dáil Éireann. Zij verloor haar zetel bij de algemene verkiezingen van juni 1927. Zonder succes nam ze vervolgens deel aan de by-elections - speciale verkiezingen - van augustus 1927 voor Dublin County.
Lynn verliet uiteindelijk in 1927 de politiek, steeds gefrustreerder geraakt door de weigering van Sinn Féin om sociale hervormingen en goede gezondheidszorg door te voeren.

## St. Ultan’s

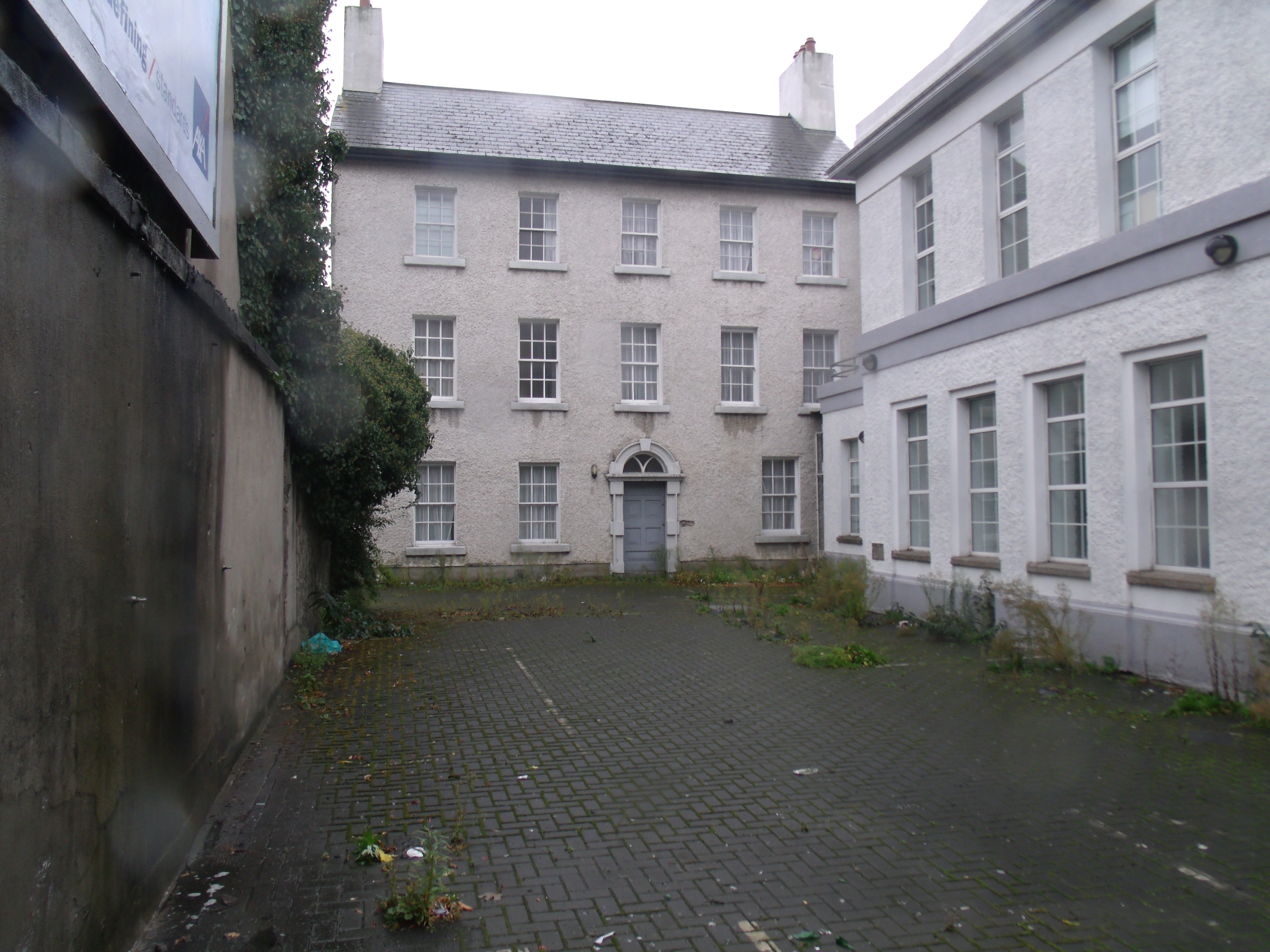
Teach Ultan in 2015 (foto: 27tintin)

Het Saint Ultan's Children's Hospital, ook bekend als Teach Ultan, dat Madeleine ffrench-Mullen en zij in 1919 in Dublin stichtten met een groep vrouwelijke activisten, heeft Lynns medische carrière bepaald en tegelijkertijd haar persoonlijke betrokkenheid bij de mensen in haar omgeving en haar liefde voor haar vak concreet gestalte gegeven. Haar werk voor de armen in de binnenstad van Dublin had haar overtuigd van de noodzaak van een ziekenhuis om medische en educatieve voorzieningen te bieden aan verarmde moeders en baby's. Bovendien had Lynn eerder in haar carrière bij haar sollicitaties naar functies in ziekenhuizen zelf discriminatie ondervonden vanwege haar geslacht; St. Ultan's was het enige ziekenhuis in Ierland dat volledig door vrouwen werd gemanaged en bood ook in die zin een veilige haven tegen discriminatie van vrouwen.
Dit ziekenhuis richtte zich op de gezondheid en het welzijn van kinderen, een zorg die destijds toevertrouwd werd aan vrouwen. Na de Eerste Wereldoorlog waren er veel gezondheidsproblemen gerezen, zoals een toename van geslachtsziekten meegebracht door soldaten die terug kwamen uit de oorlog. Daardoor raakten veel Ierse baby's besmet met congenitale syfilis (een ziekte die door de moeder wordt overgedragen tijdens het geboorteproces). Deze ziekte vormde een hoofdreden om St. Ultan te openen. Bovendien was tuberculose endemisch in Ierland als Britse kolonie. Lynn en ffrench-Mullen startten tegen de standvastige oppositie door de staat en de katholieke kerk in een vaccinatieproject, waarbij duizenden verarmde kinderen werden ingeënt, die zonder hun vaccins ongetwijfeld aan TB zouden zijn overleden.
Het ziekenhuis groeide snel en werd vanaf 1937 het centrum voor BCG-vaccinatie in Ierland ter voorkoming van tuberculose. Het succes daarvan leidde tot de oprichting van het Ierse BCG-programma, dat sinds de jaren vijftig alle Ierse baby's heeft gevaccineerd. Het St. Ultan’s kon pas in 1983 sluiten.

## Overlijden en nalatenschap

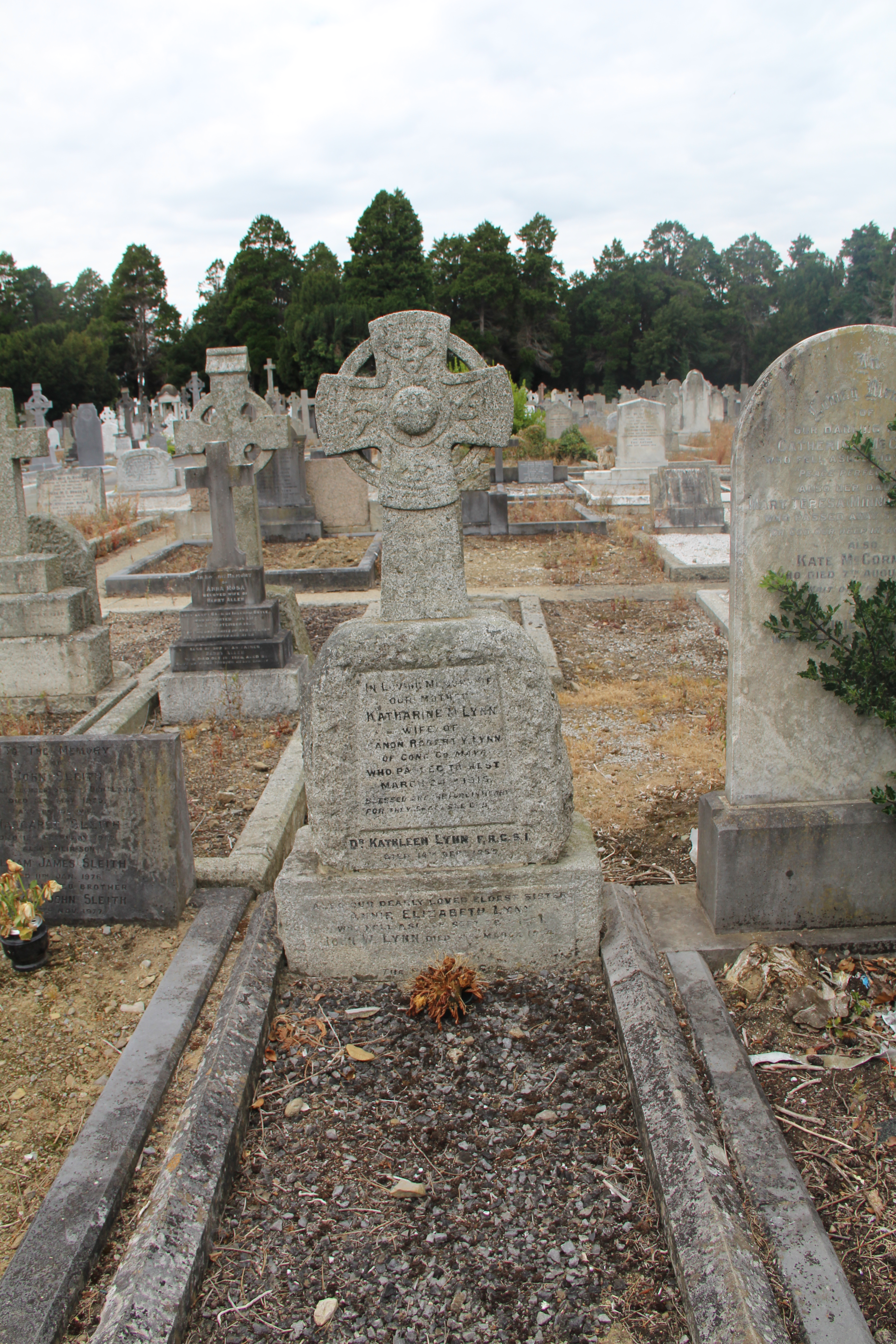
Graf van Kathleen Lynn (1874-1955), begraafplaats Deansgrange, graafschap Dublin (foto: Dáibhí Ó Bruadair)

Kathleen Lynn stierf in 1955 in het Saint Mary’s Anglican Home in Pembroke Park, Ballsbridge, en werd in het familiegraf te Deansgrange begraven met militaire eer, als erkenning voor haar rol in de Opstand en de Ierse Onafhankelijkheidsoorlog. Ze was zo geliefd dat er grote mensenmassa's in Dublin langs de straten naar de begraafplaats stonden om haar de laatste eer te bewijzen. Haar begrafenis werd bijgewoond door veel prominente Ieren en hoogwaardigheidsbekleders en de Duitse regering had een delegatie afgevaardigd. (Zij was ook Vice-President geweest van Save the German Children, een organisatie die zich gedurende de Tweede Wereldoorlog om Duitse kinderen in Ierland bekommerde.)
Na de dood van Lynn richtte Éamon de Valera het Kathleen Lynn Herdenkingscommittée op. Dat bestond acht jaar en resulteerde in 1964 in de opening van een afdeling chirurgie in het St. Ultan's, die in 1975 vanwege financieringsproblemen weer moest sluiten.
Dokter Lynn bepleitte samen met schrijver Sean O'Casey het gebruik van de Ierse taal in het ziekenhuis en in de liturgie van de Church of Ireland. Voor veel evenementen voor St. Ultans werd daadwerkelijk reclame gemaakt in de Ierse taal.
Bibliothecaris Margaret Connolly transcribeerde de vier door Kathleen Lynn tussen 1916 en 1955 geschreven dagboeken. Deze gedetailleerde dagboeken beschrijven haar medische, politieke en sociale leven en zijn geconserveerd in het archief van het Royal College of Physicians in Ireland. Ze leverden bronnenmateriaal voor de documentaire uit 2010 'Kathleen Lynn - An Dochtúir Reabhlóideach, geregisseerd door Sé Merry Doyle (en uitgebracht door Loop Line Film).
Historicus Margaret Ó hÓgartaigh schreef haar biografie, Kathleen Lynn, Irishwoman, Patriot, Doctor (Irish Academic Press, 2006)

## Relatie met ffrench-Mullen
In recent onderzoek naar de verstrengelde levens van Kathleen en Madeleine ffrench-Mullen beschouwen veel mensen hen als ‘een paar van hetzelfde geslacht’. De opmerkelijke intimiteit die zij deelden, het feit dat ze nooit met mannen getrouwd waren, het feit dat ze samen in hetzelfde huis woonden tot aan de dood van Madeleine, worden in dat kader nu in Ierland allemaal tegen het licht gehouden. Er wordt tevens gesuggereerd dat hun kameraden uit de Paasopstand van 1916 Julia Grenan en Elizabeth O'Farrell eveneens een lesbische relatie hadden. Katherine Lynch van het Women's Studies Center van University College Dublin noemt hen zonder omhaal partners en - nog explicieter - onderdeel van een netwerk van lesbiennes.

## Secundaire literatuur
- Ó hÓgartaigh, Margaret (2010). Kathleen Lynn. Cambridge University Press.
- Ó hÓgartaigh, Margaret (2006). Kathleen Lynn: Irishwoman, Patriot, Doctor. Irish Academic Press. ISBN 9780716528425.

- Gemeinsame Normdatei: 132685876
- International Standard Name Identifier: 0000 0000 2233 2971
- Library of Congress Control Number: nr2002023210
- Nederlandse Thesaurus van Auteursnamen: 25236676X
- Virtual International Authority File: 130149196527974792251